# Championnats d'Afrique de badminton par équipes
Les Championnats d'Afrique de badminton par équipes est une compétition de badminton organisée par la Confédération africaine de badminton. Elle permet de déterminer les meilleures équipes nationales féminines et masculines de badminton du continent africain. Les meilleures équipes sont sélectionnées pour participer à la Thomas Cup et l'Uber Cup de l'année suivante.

## Palmarès
| Année | Lieu                  | Compétition masculine | Compétition masculine | Compétition masculine  |                | Compétition féminine | Compétition féminine   | Compétition féminine |
| Année | Lieu                  | Or                    | Argent                | Bronze                 | Or             | Argent               | Bronze                 |                      |
| ----- | --------------------- | --------------------- | --------------------- | ---------------------- | -------------- | -------------------- | ---------------------- | -------------------- |
| 2004  | Pretoria              | Afrique du Sud        | Nigeria               |                        | Afrique du Sud | Maurice              |                        |                      |
| 2006  | Beau Bassin-Rose Hill | Afrique du Sud        | Maurice               | Zambie                 | Afrique du Sud | Maurice              | Seychelles             |                      |
| 2008  | Beau Bassin-Rose Hill | Nigeria               | Afrique du Sud        | Égypte Maurice         | Afrique du Sud | Nigeria              | Égypte Maurice         |                      |
| 2010  | Kampala               | Nigeria               | Maurice               | Égypte Afrique du Sud  | Afrique du Sud | Égypte               | Burundi Nigeria        |                      |
| 2012  | Addis-Abeba           | Afrique du Sud        | Nigeria               | Maurice Égypte         | Afrique du Sud | Nigeria              | Maurice Égypte         |                      |
| 2016  | Beau Bassin-Rose Hill | Afrique du Sud        | Maurice               | Ghana Algérie          | Maurice        | Égypte               | Ghana Ouganda          |                      |
| 2018  | Alger                 | Algérie               | Nigeria               | Maurice Ghana          | Maurice        | Nigeria              | Égypte Algérie         |                      |
| 2020  | Le Caire              | Algérie               | Maurice               | Afrique du Sud Égypte  | Égypte         | Algérie              | Maurice                |                      |
| 2022  | Kampala               | Algérie               | Égypte                | Afrique du Sud Maurice | Égypte         | Ouganda              | Maurice Afrique du Sud |                      |
| 2024  | Le Caire              | Algérie               | Nigeria               | Égypte Maurice         | Afrique du Sud | Ouganda              | Algérie Nigeria        |                      |